# Lonzac
Lonzac là một xã trong tỉnh Charente-Maritime trong vùng Nouvelle-Aquitaine tây nam nước Pháp. Xã này nằm ở khu vực có độ cao trung bình 35 mét trên mực nước biển.

## Lịch sử dân số
| Năm  | Dân số | Mật độ | Phần trăm của tổng |
| ---- | ------ | ------ | ------------------ |
| 1962 | 226    | -      | -                  |
| 1968 | 245    | -      | -                  |
| 1975 | 242    | -      | -                  |
| 1982 | 256    | -      | -                  |
| 1990 | 244    | -      | -                  |
| 1999 | 248    | 39/km² | 4.03%              |